# لين كامبل
لين كامبل (بالإنجليزية: Len Campbell)‏ (23 ديسمبر 1946 - 22 نوفمبر 2018) هو مدرب كرة قدم ولاعب كرة قدم بريطاني في مركز نصف الجناح. لعب مع نادي دمبرتون.

## وصلات خارجية
- لين كامبل على موقع قاعدة بيانات كرة القدم.إي يو (الإنجليزية)